# Alpay Özalan
Fehmi Alpay Özalan (Smirne, 29 maggio 1973) è un dirigente sportivo, allenatore di calcio ed ex calciatore turco, di ruolo difensore, direttore sportivo del Siirtspor.

## Carriera
Comincia la propria carriera professionistica nel 1992, con l'Altay. Solo un anno dopo si trasferisce al Beşiktaş Jimnastik Kulübü, una delle tre più titolate squadra turche. Qui resta per sei stagioni: totalizza 148 gare di prima divisione, realizza 9 reti e vince un campionato (nel 1994-1995) e due Coppe di Turchia. Nel 1999 viene ceduto al Fenerbahçe, con cui gioca per un anno prima del passaggio all'Aston Villa.
Al Villa resta per tre stagioni, fino all'inizio del 2004, quando va a giocare nella K-League sudcoreana, con l'Incheon United. Nel 2005 passa a giocare in Giappone, negli Urawa Red Diamonds. In estate è di nuovo in Europa, al Colonia: resta in Bundesliga per tre anni, prima del ritiro dall'attività, avvenuto al termine della stagione 2007-2008.

### Nazionale
Tra 1995 e 2005 ha vestito la divisa della Nazionale turca, mettendo a referto 4 reti, tre delle quali in una gara di qualificazione al campionato mondiale 2000 contro la Macedonia, in 90 presenze, e partecipando al campionato d'Europa 1996, al campionato d'Europa 2000 e al campionato del mondo 2002.
La sua ultima presenza con la Turchia risale al 16 novembre 2005, in occasione della gara di ritorno dello spareggio con la Svizzera valido per la qualificazione al campionato mondiale 2006. La Svizzera, che aveva vinto in casa per 2-0 all'andata, perse per 4-2 a Istanbul ma ebbe accesso alla rassegna iridata in virtù della regola dei gol fuori casa. Al termine dell'incontro si scatenò una rissa fra giocatori turchi e elvetici. Qualche mese dopo, a febbraio, la FIFA rese note le sanzioni: Alpay (che aveva comunque già lasciato la Nazionale) venne condannato a sei giornate di squalifica.

## Palmarès

### Club
- Campionato turco: 1

Beşiktaş: 1994-1995
- Coppa di Turchia: 2

Beşiktaş: 1993-1994, 1997-1998
- Coppa dell'Imperatore: 1

Urawa Red Diamons: 2005

### Nazionale
- Giochi del Mediterraneo: 1

Turchia Under-21: 1993